# ليون دي جونغ
ليون دي جونغ هو مغني وسياسي هولندي، ولد في 31 أغسطس 1982 في خاودا في هولندا. نشط حزبياً في حزب من أجل الحرية. في الانتخابات التشريعية الهولندية 2017، انتخب عضو مجلس نواب هولندا ‏ (23 مارس 2017 – ) وانتخب عضو مجلس نواب هولندا ‏ (17 يونيو 2010 – 20 سبتمبر 2012).